# ジェームズ・ピュアフォイ
ジェームズ・ブリアン・マーク・ピュアフォイ（James Brian Mark Purefoy 1964年6月3日 - ）は、イギリス出身のイングランド人俳優。

## 経歴
イングランドのサマセット州トーントン出身。アンソニー・チェトウィンド・ピュアフォイとシャーリー・テイラー夫妻の長男として生まれ、同地で幼少期を過ごした。ドーセット州シェルボーン市の寄宿学校（シェルボーン校）に進むが、高校入学資格（en:O-level）を取得すると途中退校した。寄宿学校を離れてからは養豚場や病院で働きながらヨーロッパ中を旅してまわり、やがて青年期にイングランドに戻って夜間学校で大学入学資格（A-levels）を取得した。この際、演劇を学ぶ機会があった事で役者業に興味を抱き、ロンドンのセントラル演劇学校に入学した。
演劇学校時代は学費を工面する為、授業が終わるとヨーヴィル病院の清掃夫として働く日々を送った。仕事仲間と清掃労働者の労働組合に加わり、休日はイギリス社会主義労働者党の機関誌「ソーシャリスト・ワーカー」を配布するボランティアとして行動した。演劇学校では最終学年で主役を演じた『ヘンリー五世』での演技がロイヤル・シェイクスピア・カンパニーのキャスティング・ディレクターの目に留まり、卒業後は同劇団の舞台『エクウス』『ロミオとジュリエット』『マクベス』『テンペスト』『リア王』の上演に参加した。
1991年、ITVの地方局ITVグラナダが制作したドラマ版シャーロック・ホームズの冒険の第29話『ボスコム渓谷の惨劇』でテレビドラマに初出演した。以降、ドラマ出演もこなす様になり、アンソニー・パウエル原作の『A Dance to the Music of Time』（人生の踊り）などに出演している。映画にも出演しており、『ROCK YOU!』のエドワード黒太子役、『バイオハザード』のスペンサー・パークス役などを演じた。他にピアース・ブロスナンが初めてジェームズ・ボンドを演じた1995年の映画『007 ゴールデンアイ』のボンド役でスクリーン・テストを受けたことがある。
確実に経歴を重ねつつも、基本的には舞台を中心に活動していた事から一般的な知名度は高くなかった。しかし2005年から2007年に亘って放映された歴史ドラマ『ROME』でのマルクス・アントニウス役で大きく名を上げる。女好きで傲慢不遜だが、同時に繊細な部分を持つ同作のアントニウス役を演じ切り、高い評価を獲得した。2009年、慈善事業に後半生を費やす富豪を描いたNBC制作のテレビドラマ『フィランソロピスト』で主演を務める。
舞台活動ではテレンス・ラティガン生誕100周年を記念して2011年にヘイマーケット王立劇場で行われた舞台『夜の滑走路』に出演している。

## エピソード
- 若手俳優時代の1997年にはイギリスのテレビ雑誌による「セクシーな男（hunk of the year）」に選出された経験がある[1]。
- 2005年の映画『Vフォー・ヴェンデッタ』の主演に起用されたものの撮影の途中で降板し、一度、同役を辞退していたヒューゴ・ウィーヴィングが代役を務めた[1]。仮面で素顔を隠した役だったことからピュアフォイの演じたシーンはそのまま使われ、ウィーヴィングが声を吹き替えている[6]。
- 私生活では女優フェイ・リプリー（英語版）と10年以上に渡って同棲していた[1]。その後、1996年に女優ホリー・エアード（英語版）と結婚し、翌1997年に息子ジョセフをもうける[1]が、2002年に離婚する。

## 出演作品

### 映画
| 公開年 | 邦題 原題                                                                   | 役名                     | 備考 | 吹き替え                                      |
| ------ | --------------------------------------------------------------------------- | ------------------------ | ---- | --------------------------------------------- |
| 1995   | 七月の宴 Feast of July                                                      | ジェブ・ウェンライト     |      |                                               |
| 1997   | Jilting Joe                                                                 | ジョー                   |      | N/A                                           |
| 1998   | 寝室と廊下 Bedrooms and Hallways                                            | ブレンダン               |      |                                               |
| 1999   | マンスフィールド・パーク Mansfield Park                                     | トム・ベルトラム         |      | 森田成一                                      |
| 1999   | Women Talking Dirty                                                         | ダニエル                 |      | N/A                                           |
| 2000   | 沈黙の殺意 Lighthouse                                                       | リチャード・スペンサー   |      | 山野井仁                                      |
| 2000   | メイビー・ベイビー Maybe Baby                                               | カール・フィップス       |      |                                               |
| 2000   | The Wedding Tackle                                                          | ハル                     |      | N/A                                           |
| 2001   | トゥモロー Tomorrow                                                         | アンドレ                 |      |                                               |
| 2001   | ROCK YOU! A Knight's Tale                                                   | エドワード黒太子         |      | 小野健一（ソフト版） 木下浩之（日本テレビ版） |
| 2002   | バイオハザード Resident Evil                                                | スペンサー・パークス     |      | 江原正士（ソフト版） 山路和弘（フジテレビ版） |
| 2003   | Photo Finish                                                                | ジェームズ               |      | N/A                                           |
| 2003   | Lena: The Bride of Ice                                                      | ハーパー                 |      | N/A                                           |
| 2004   | ドラゴン〜竜と騎士の伝説〜 George and the Dragon                            | ジョージ                 |      | 廣瀬裕一郎                                    |
| 2004   | エヴァンジェリスタ Blessed                                                  | クレイグ・ハワード       |      | 家中宏                                        |
| 2004   | 悪女 Vanity Fair                                                            | ロードン・クローリー大佐 |      | 家中宏                                        |
| 2006   | Goose on the Loose                                                          | ケネス・ドネリー         |      | N/A                                           |
| 2009   | ソロモン・ケーン Solomon Kane                                               | ソロモン・ケーン         |      | 吉田裕秋                                      |
| 2011   | アイアンクラッド Ironclad                                                   | トーマス・マーシャル     |      | （吹き替え版なし）                            |
| 2012   | ジョン・カーター John Carter                                                | カントス・カン           |      | 坂詰貴之                                      |
| 2013   | Wicked Blood                                                                | ワイルド・ビル           |      | N/A                                           |
| 2015   | その女諜報員 アレックス Momentum                                            | ワシントン               |      | 木下浩之                                      |
| 2015   | ハイ・ライズ High-Rise                                                      | パングボーン             |      | TBA                                           |
| 2016   | マネー・スキャンダル 破滅への欲望 Equity                                    | マイケル・コナー         |      | 加藤亮夫                                      |
| 2017   | プラハのモーツァルト 誘惑のマスカレード Interlude in Prague                 | サロカ男爵               |      | （吹き替え版なし）                            |
| 2017   | チャーチル ノルマンディーの決断 Churchill                                   | ジョージ6世              |      | （吹き替え版なし）                            |
| 2019   | フィッシャーマンズ・ソング コーンウォールから愛をこめて Fisherman's Friends | ジム                     |      | （吹き替え版なし）                            |

### テレビシリーズ
| 放送年      | 邦題 原題                                     | 役名                             | 備考                                              | 吹き替え   |
| ----------- | --------------------------------------------- | -------------------------------- | ------------------------------------------------- | ---------- |
| 2005 - 2007 | ROME［ローマ］ Rome                           | マルクス・アントニウス           |                                                   | 金尾哲夫   |
| 2012        | ホロウ・クラウン/嘆きの王冠 The Hollow Crown  | ノーフォーク公トマス・ボウブレー |                                                   |            |
| 2013 - 2015 | ザ・フォロイング The Following                | ジョー・キャロル                 | 計30話出演                                        | 東地宏樹   |
| 2016        | ROOTS/ルーツ Roots                            | ジョン・ウォーラー               | ミニシリーズ                                      |            |
| 2016 -      | ハップとレナード〜危険な2人〜 Hap and Leonard | ハップ・コリンズ                 |                                                   |            |
| 2018        | オルタード・カーボン Altered Carbon           | ローレンス・バンクロフト         | Netflixオリジナル テレビドラマシリーズ            | 内田直哉   |
| 2019        | セックス・エデュケーション Sex Education      | レミ・ミルバーン                 | Netflixオリジナル テレビドラマシリーズ ゲスト出演 | 佐々木義人 |
| 2023        | マルプラクティス〜陰謀の処方箋〜 Malpractice  | レオ・ハリス                     | 全5話出演 日本ではWOWOWで放送                     | 田中美央   |
| 2025        | ザ・リクルート シーズン2 The Recruit          | オリバー・ボナー・ジョーンズ     | Netflixオリジナル テレビドラマシリーズ ゲスト出演 |            |